# Gordon Haldane
Gordon Haldane (* um 1970) ist ein schottischer Badmintonspieler. 

## Karriere
Gordon Haldane wurde 1988 nationaler Juniorenmeister in Schottland, wobei er sowohl im Doppel als auch im Miced erfolgreich war. 1993 und 1997 nahm er an den Badminton-Weltmeisterschaften teil. Bei den Irish Open 1990 belegte er Rang drei ebenso wie bei den Welsh International 1994 und den Welsh International 1995.

## Sportliche Erfolge
| Saison | Veranstaltung                       | Disziplin    | Platz | Name                             |
| ------ | ----------------------------------- | ------------ | ----- | -------------------------------- |
| 1988   | Schottland: Juniorenmeisterschaften | Mixed        | 1     | Gordon Haldane / Jillian Haldane |
| 1988   | Schottland: Juniorenmeisterschaften | Herrendoppel | 1     | David Gilmour / Gordon Haldane   |
| 1990   | Irish Open                          | Herrendoppel | 3     | Russell Hogg / Gordon Haldane    |
| 1994   | Welsh International                 | Herrendoppel | 3     | Russell Hogg / Gordon Haldane    |
| 1995   | Welsh International                 | Herrendoppel | 3     | David Gilmour / Gordon Haldane   |